# Перидот (Аризона)
Перидот (енгл. Peridot) насељено је место без административног статуса у америчкој савезној држави Аризона.

## Демографија
По попису из 2010. године број становника је 1.350, што је 84 (6,6%) становника више него 2000. године.
| Група             | 2000.     | 2010.     |
| Белци             | 16 (1,3%) | 4 (0,3%)  |
| Афроамериканци    | 0 (0,0%)  | 1 (0,1%)  |
| Азијати           | 0 (0,0%)  | 0 (0,0%)  |
| Хиспаноамериканци | 35 (2,8%) | 15 (1,1%) |
| Укупно            | 1.266     | 1.350     |